# Listă de organizații Ku Klux Klan
Numeroase organizații care au utilizat denumirea de „Ku Klux Klan” sau care s-au desprins din alte grupuri asociate acestei mișcări există încă din anii 1860.

## Perioada Reconstrucției

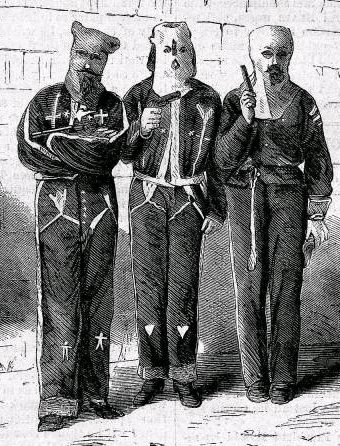
Membri Ku Klux Klan din Mississippi, 1872.

În perioada Reconstrucției au existat o serie de grupuri paramilitare supremațiste a căror scop principal era să reziste procesului de reconstrucție. Deși organizația Ku Klux Klan era cea mai cunoscută din acea perioadă, existau și alte grupări care din punct de vedere ideologic nu puteau fi distinse de aceștia.
- Bloody Knights of the Klu Klux Klan[2]
- Chester Conservative Clan[3]
- Conservative Club
- Constitutional Union Guard[4]
- Heggies Scouts[5]
- Innocents Club[6]
- Invisible Empire[7]
- Knights of the Black Cross[8]
- Knights of the Confederacy
- Knights of the Red Hand[9]
- Knights of the Rising Sun[10]
- Knights of the White Camelia[11][4]
- Knights of the White Carnation[12]
- Ku Klux Klan[4]
- Moderators[13]
- Night Owls[14]
- Order of the Pale Faces[15]
- Red Caps[16]
- Red Shirts[17][4]
- Regulators[13]
- Southern Cross
- Washington Brothers[18]
- White Brotherhood[19][4]
- White League[20]
- Yellow Jackets[16]
- Young Men's Democratic Club[21]

## 1877-1914
Între perioada Reconstrucției și 1915, anul nașterii celui de-al doilea Klan, au existat câteva grupuri „intermediare” a căror stil era similar cu cel al Klanului; acestea acționau în zonele în care procesul de reconstrucție nu a fost inițiat. În unele localități existau așa-numitele „decency committees” care atacau criminalii, prostituatele, bețivii, iar în unele cazuri persoanele de culoare, ameridienii, mexicanii, asiato-americanii, imigranții europeni, catolicii, mormonii, evreii și ateii. Îmbracămintea utilizată de către aceștia era asemănătoare cu cea a Ku Klux Klanului.
- Indiana White Caps[23]
- Whitecapping[24]
- Jaybirds[25]
- Anti-Bald Knobbers[26]
- White Man's Union[4]

## 1915-1944

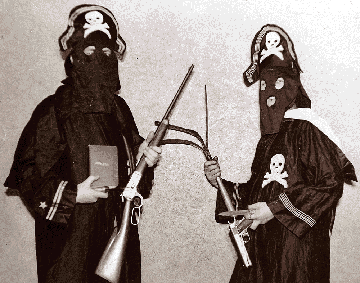
Uniformele membrilor Black Legion.

În perioada celui de-al doilea Klan, mișcarea Knights of the Ku Klux Klan Inc. a devenit cea mai influentă fracțiune a Klanului. Au existat și alte grupuri independente precum Knights of the Flaming Sword, înființat de William J. Simmons, și Klan of America, înființat de D. C. Stephenson, Grand Dragon în Indiana. În anii '30 au luat naștere primele primele grupuri cu tentă fasciste precum Black Legion și Knights of the White Camelia. În aceeași perioadă, anumite grupuri asociate KKK au încercat să ia legătura cu mișcările pro-naziste și fasciste ca German American Bund și Silver Legion of America.
- American Order of Clansmen[29]
- Associated Klans[30]
- Black Legion[31]
- Knights of American Protestantism[32]
- Knights of the Flaming Sword[33]
- Knights of the Ku Klux Klan Inc.[34]
- Knights of the Ku Klux Klan of Canada[35]
- Knights of Mary Phagan[36]
- Knights of the White Camelia[6]
- Minute Men of America[37]

## 1944-1954
În perioada dintre sfârșitul celui de-Al Doilea Război Mondial și decizia Curții Supreme cu privire la segregarea din școlile americane, un număr mic de „asociații” locale ale Klanului erau încă active, mare parte din ele în sud-estul SUA. Se materializau primele legături dintre Ku Klux Klan și mișcarea Identitatea Creștină.
- Association of Georgia Klans[34]
- Association of Carolina Klans[39]
- Federated Ku Klux Klans[40]
- Florida Ku Klux Klan, Inc.[34]
- Knights of the Ku Klux Klan of America[41]
- Original Southern Klans, Inc.[42]

## 1954-1969

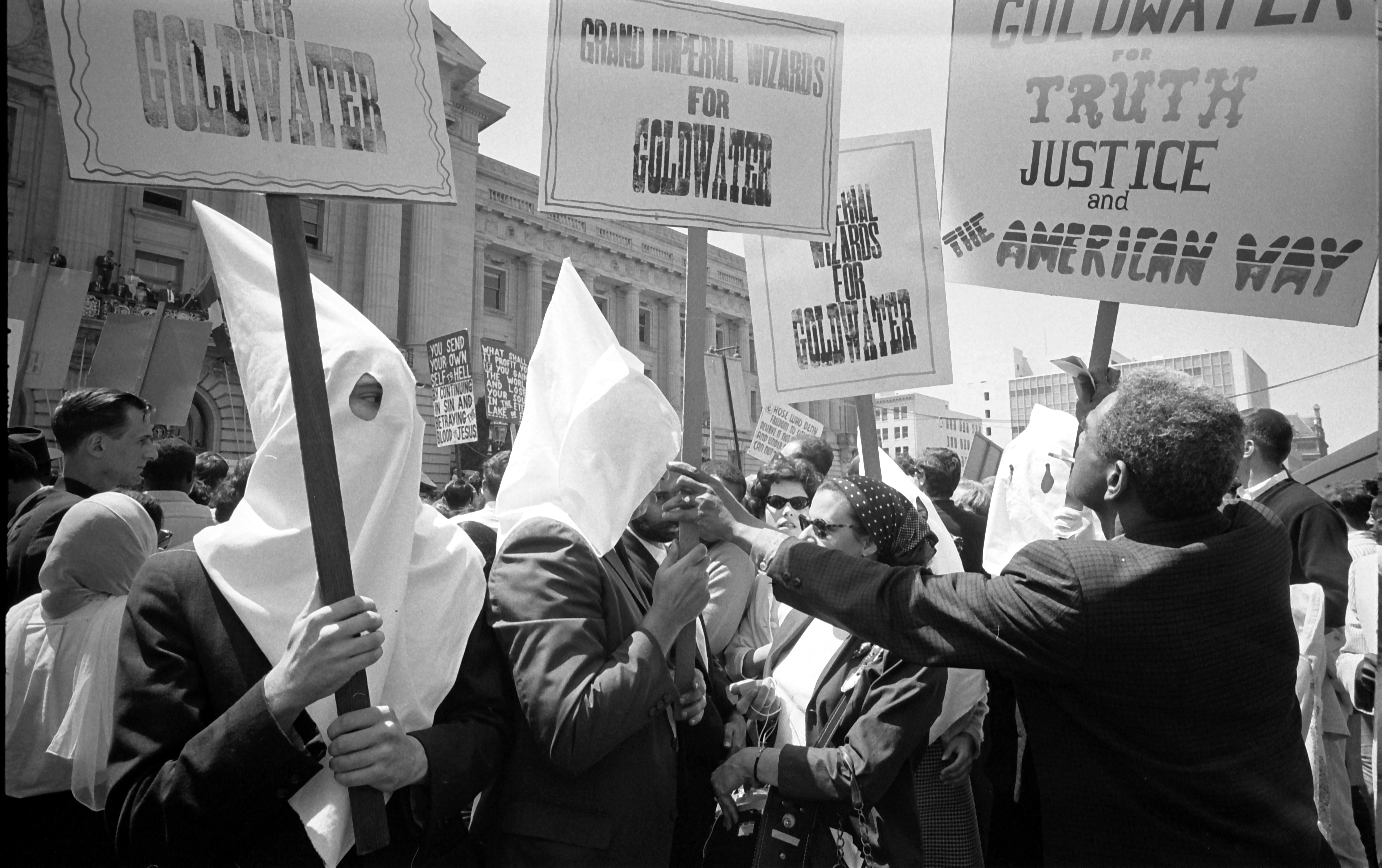
Membri Ku Klux Klan în San Francisco, 1964.

În perioada mișcării pentru drepturile civile din anii '60, numărul grupurilor Ku Klux Klan a început să crească, motivul fiind reprezentat de procesul de desegregare. Alte subiecte pe care membrii organizației le urau erau contracultura anilor '60, sindicatele, divorțul, evoluționismul, liberalism și așa-numitul iudeo-bolșevismul. În această perioada, Ku Klux Klanul a intrat în contact cu grupări supremațiste precum Citizens' Councils, Partidul Nazist American și National States' Rights Party.
- Association of Arkansas Klans[34]
- Association of South Carolina Klans[34]
- Dixie Klans, Knights of the Ku Klux Klan, Inc.[34]
- Gulf Coast Ku Klux Klan[43]
- Imperial Knights of the Ku Klux Klan of Florida
- Militant Knights of the Ku Klux Klan[34]
- National Knights of the Ku Klux Klan[44]
- North Carolina Knights of the Ku Klux Klan
- Original Knights of the Ku Klux Klan[45]
- Original Ku Klux Klan of the Confederacy[46]
- U.S. Klans[47]
- United Florida Ku Klux Klan[48]
- United Klans of America[49]
- White Knights of the Ku Klux Klan[34]

## 1970-prezent
În ultimele decade ale secolului XX și primii ani ai secolului XXI au reprezentat o perioadă grea pentru Ku Klux Klan deoarece majoritatea populației respingeau valorile și perspectivele acestora, iar instituțiile au început să-i urmărească penal. O mare parte din fracțiunile Klanului au început să încheie alianțe cu neonaziștii, cu grupurile de skinhead-i și cu cele paramilitare. O serie de subiecte controversate exploatate de aceștia în prezent sunt imigrația ilegală, acțiunea afirmativă, căsătoria între persoane de același sex, avortul, terorismul islamic și rugăciunea în școli.
- American White Knights of the Ku Klux Klan[50]
- Aryan Nations Knights of the Ku Klux Klan[51]
- Australian Knights of the Ku Klux Klan[52]
- Bayou Knights of the Ku Klux Klan[53]
- Brotherhood of Klans[54]
- California Knights of the Ku Klux Klan[55]
- Carolina Knights of the Ku Klux Klan[56]
- Church of the American Knights of the Ku Klux Klan[57]
- Church of the National Knights of the Ku Klux Klan[58]
- Confederate Knights of America[59]
- Columbus Knights of the Ku Klux Klan[60]
- Constitutional Knights of the KKK
- Dixie Knights of the Ku Klux Klan[58]
- Georgia Knight Riders, Knights of the Ku Klux Klan[61]
- Federation of Klans[62]
- Empire Knights of the Ku Klux Klan
- European White Knights of the Burning Cross[63]
- European White Knights of the Ku Klux Klan[64]
- Imperial Klans of America[65]
- Imperial Russian Knights of the Ku Klux Klan
- International Brotherhood of the KKK
- Invisible Empire, Knights of the Ku Klux Klan[66]
- Justice Knights of the Ku Klux Klan[67]
- Louisiana White Knights of the Ku Klux Klan[68]
- Loyal White Knights of the Ku Klux Klan[69]
- Kajun Knights of the Ku Klux Klan
- Kanadian Knights of the Ku Klux Klan
- Keltic Kirk Knights of the Ku Klux Klan[70]
- Keystone Knights of the Ku Klux Klan[71]
- Knights of the Ku Klux Klan[72]
- Knights Party[73][74]
- Golden Circle Knighthood of the Ku Klux Klan
- Knights of the Iron Cross[75]
- Knights of the White Camelia
- Knights of Yahweh
- Ku Klos Knights of the KKK[58]
- Ku Klux Klan LLC[76]
- Ku Klux Klan of Colorado
- Ku-Klux-Klan West Germany[77]
- Ku Klux Klan of Texas
- Militia Knights of the Ku Klux Klan
- Minute men Knights of the Ku Klux Klan
- Mississippi White Knights of the Ku Klux Klan[78]
- Mystic Knights of the Ku Klux Klan[79]
- National Socialist Knights of the Ku Klux Klan
- Native American Knights of the Ku Klux Klan of Bradford County, Florida
- New Jersey Ku Klux Klan[80]
- New Mexico Knights of the Ku Klux Klan[81]
- New Order Knights of the Ku Klux Klan[82]
- Patriot Knights of the Ku Klux Klan[83]
- Rebel Brigade Knights of the Ku Klux Klan[84]
- Republic Krusaders of the Ku Klux Klan, Inc.
- Templar Knights of the Ku Klux Klan[85]
- Traditional Christian Knights of the Ku Klux Klan
- United Kingdom's Knights of the Fiery Cross
- United Northern & Southern Knights of the Ku Klux Klan[86]
- United White Knights of the Ku Klux Klan[87]
- White Kamellia Knights of the Ku Klux Klan[88]